# Garda
Garda (iz francuskog garde) označava elitnu vojnu jedinicu koja je odgovorna za zaštitu od najvažnijih državnih dužnosnika (predsjednika zemlje, premijera, ministra obrane) i glavnih državnih zgrada.

## Povijest
Garde postoje već od antičkog doba kao određene posebne tjelohraniteljske jedinice vojskovođa ili državnika. Najpoznatija antička garda je rimska pretorijanska garda.
U vrijeme drugog svjetskog rata u Sovjetskom savezu titulu "garda" dodijeljene su posebno uspješnim vojnim postrojenjima.   
Vjerojatno najpoznatija garda, koja je očuvana u Europi je Švicarska garda, koja je jedinica osobnih čuvara pape i koja obavlja razne protokolarne funkcije u Vatikanu.